# 馬格達萊娜區 (查查波亞斯省)

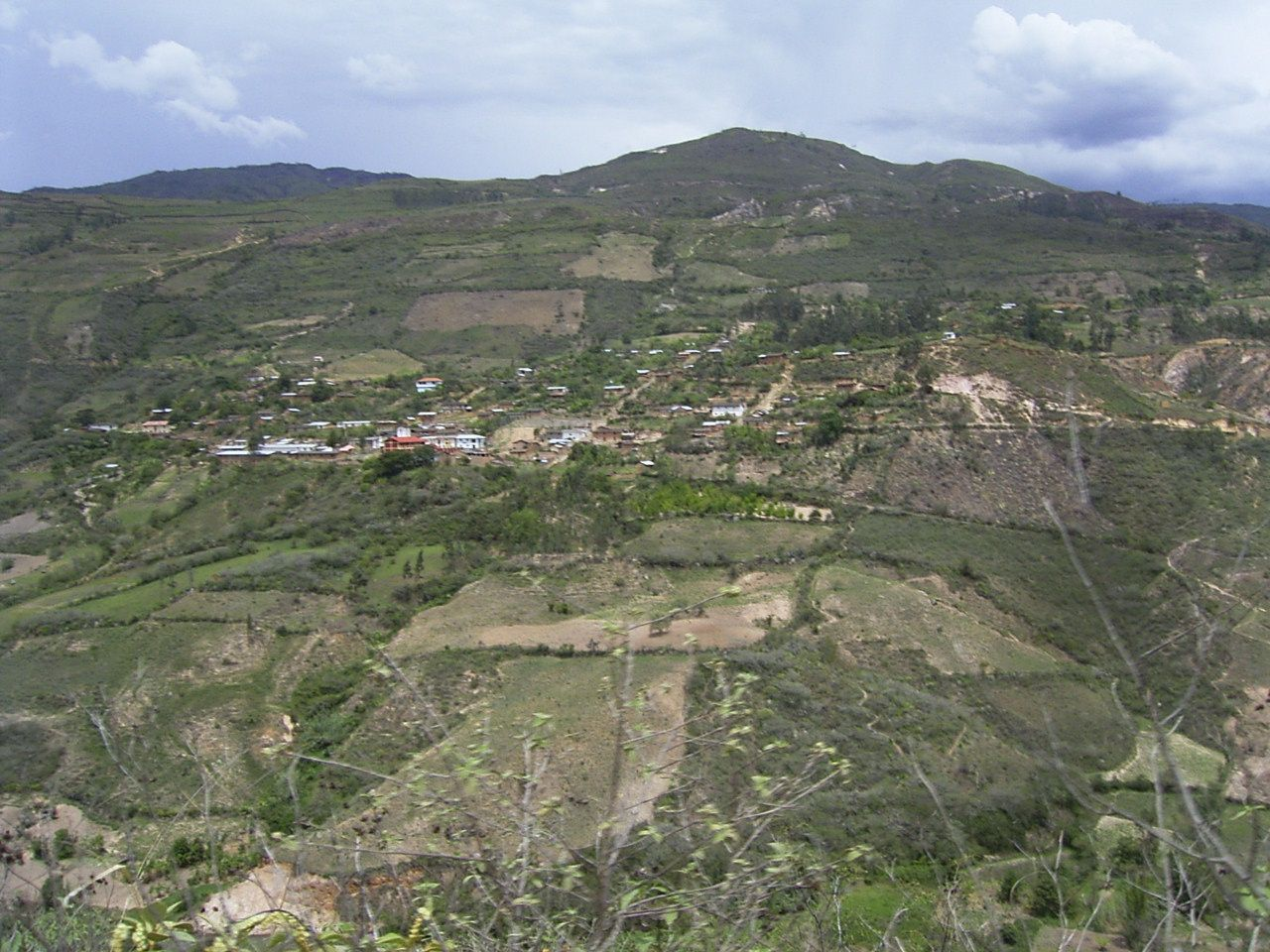

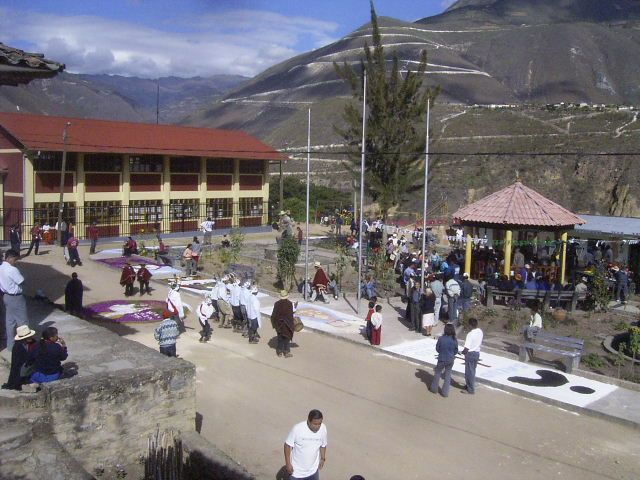
People from Magdalena celebrating

6°21′00″S 77°49′01″W / 6.35000°S 77.81694°W
馬格達萊娜區（西班牙語：Distrito de Magdalena），是秘魯的一個區，位於該國北部亞馬遜大區的查查波亞斯省，始建於1933年11月3日，面積135.5平方公里，海拔高度1,980米，2005年人口880，人口密度每平方公里6.5人。